# 1737
Cette page concerne l'année 1737  du calendrier grégorien.
L'année 1737 est une année commune qui commence un mardi.

## Événements
- Mars : destruction de la halle publique de Dock Square en protestation contre les prix excessifs à Boston[1].
- 30 mars : les Marathes du peshwâ Bajirao Ier, associés avec des princes Rajputs (Jai Singh II d’Amber) menacent Delhi[2].
- 23 mai : les forces du pacha marocain Ahmed Ben Séniber sont écrasés par les Touareg de l'amenokal Oghmor ag Alad à l’est de Tombouctou[3]. Après sa victoire, le chef touareg se retire dans le désert, mais son autorité s’étend désormais sur presque tout l’ancien empire songhaï[4].

- Juin : début de l'expédition du Danois Fréderic Louis Norden à la recherche des sources du Nil (fin en mai 1738). Il écrit en français Voyage d'Égypte et de Nubie, publié en 1755[5].
- 11 - 12 octobre : tremblement de terre de Calcutta en Inde. Un violent cyclone ravage Calcutta, l’embouchure du Gange et du Brahmapoutre : 300 000 victimes[6].
- 17 octobre : un tsunami consécutif au séisme du Kamtchatka atteint 50 m de hauteur au nord des îles Kouriles[7].
- 14 décembre[8] : les Moghols dirigés par Nizam-ul-Mulk sont écrasés près de Bhopal[2].

- Révolte des paysans du Tonkin et du nord de l’Annam dirigée par le bonze Nguyên Duong Hung. Après la répression en 1738, un prince de la dynastie Lê, Lê Duy Mật, prend la tête de l'insurrection contre les Trịnh jusqu'en 1770[9].
- Création d'un poste russe à Astrakhan[10].

### Europe

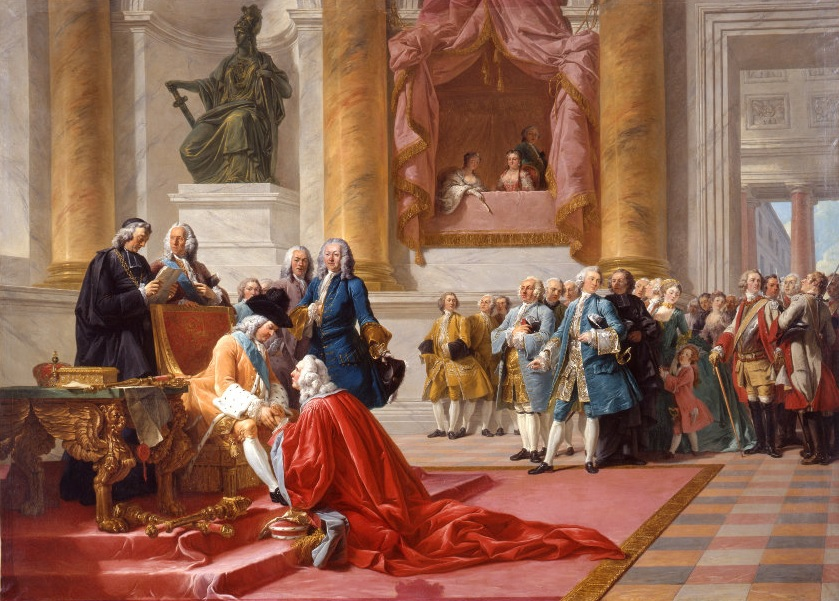
18 janvier : Le marquis de La Galaizière créé chancelier de Lorraine au château de Meudon par Stanislas Leczinski, toile de François-André Vincent, 1778. Nancy, Musée lorrain.

- 13 février : François de Lorraine signe l'acte de cession du duché de Lorraine à Stanislas Leszczyński[11].
- 20 février, France : disgrâce de Chauvelin qui a préparé la paix avec l’Autriche[11]. Fleury s’en débarrasse en raison de sa brutalité anti-autrichienne.

- 29 mai : incendie de Moscou[12]. Prévention des incendies à Moscou.

- 13 juin : l’allemand Ernst Johann von Biron (1690-1772), favori de l’impératrice russe Anna Ivanovna est élu duc de Courlande[13].

- 9 juillet : François de Lorraine devient grand-duc de Toscane à la mort de Jean Gaston de Médicis[14].

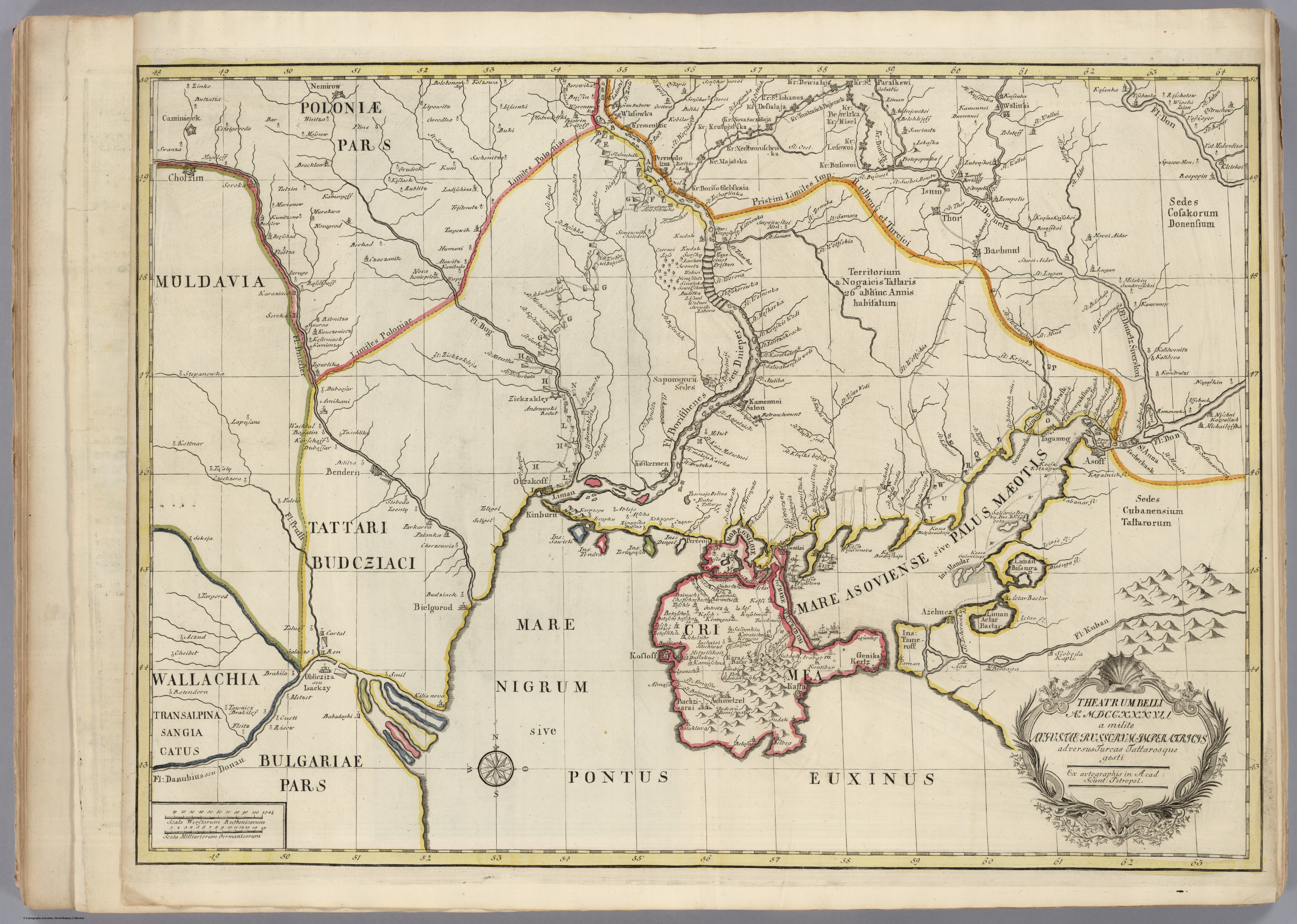
Théâtre des opérations militaires russes en Crimée. Carte de Joseph Nicolas de L'Isle, 1745.

- 13 juillet, guerre russo-turque : prise d’Ochakov par la Russie[15].
- 14 juillet : début de la guerre austro-turque (fin en 1739). L’Autriche entre en Valachie et dans la partie ottomane de la Serbie[16].
- 27 juillet : convention de Versailles[17]. la France s'engage à intervenir en Corse si Gênes en fait la demande.
- 28 juillet : François-Etienne de Lorraine assisté du général Seckendorf entre en Macédoine et s’empare de Niš[18].
- 17 septembre : inauguration de l’Université de Göttingen[19].
- 26 septembre : concordat en Espagne[20]. Le roi peut nommer les évêques.
- 21 octobre[21] : les Turcs d’Humbaraci Ahmed Pasha (Claude Alexandre de Bonneval, un Français converti à l’islam) réagissent en Bosnie et libèrent Niš. D’abord battus, les Turcs se reprennent, aidés par les soulèvements de la Bosnie contre l’envahisseur autrichien (1737-1738) et récupèrent la Serbie.

## Naissances en 1737
- 9 février : Antonio Diziani, peintre italien de vedute († 23 juin 1797).

- 1er avril : David Martin, peintre et graveur britannique († 30 décembre 1797).

- 2 mai : William Petty futur Premier ministre de la Grande-Bretagne († 7 mai 1805).

- 4 juin : Nicolas Truit, peintre français († 27 février 1785).
- 20 juin : Vincenzo Martinelli, peintre italien († 20 avril 1807).

- 5 août : Johann Friedrich Struensee, homme politique danois d'origine allemande († 28 avril 1772).
- 14 août : Charles Hutton, mathématicien britannique († 27 janvier 1823).
- 17 août : Antoine Parmentier, agronome, nutritionniste et hygiéniste français († 17 décembre 1813).

- 15 septembre : Jacob Philipp Hackert, peintre allemand († 28 avril 1807).

- 30 septembre : Morten Thrane Brunnich, zoologiste et minéralogiste danois († 19 septembre 1827).

- 14 octobre : José del Castillo, peintre et graveur espagnol († 5 octobre 1793).
- 22 octobre : Vincenzo Manfredini, claveciniste, compositeur et théoricien de la musique italien († 16 août 1799).

- 14 décembre : Maximilien Antoine de Baillet de Latour, général du Saint Empire qui servit dans l'armée impériale pendant les guerres révolutionnaires († 22 juillet 1806).

- Date précise inconnue :
  - Mary Black, peintre anglaise († 24 novembre 1814).
  - James Napper Tandy, général et homme politique Irlandais († 24 août 1803).
  - Carlo Giuseppe Ratti, historien de l'art, biographe et peintre du baroque tardif italien († 1795).

## Décès en 1737
- 22 janvier : Jean-Baptiste van Mour, peintre français (° 9 janvier 1671).
- 22 mars : Pietro Avogadro, peintre rococo italien (° ?).
- 1er mai : Jean-Alphonse Turretin, pasteur calviniste orthodoxe genevois, professeur de théologie à l’Académie de Genève (° 1671).

- 4 juin : François Lemoyne, peintre rococo français (° 1688).

- 9 juillet : Jean Gaston de Médicis, dernier des Médicis (° 24 mai 1671).

- 7 septembre : Jean Henri Lederlin, philologue français, actif à Strasbourg († 18 juillet 1672).

- 11 décembre : Nicolas Vleughels, peintre français (° 6 décembre 1668).
- 18 décembre : Antonio Stradivari, maître luthier italien (° 1644).